# (37628) 1993 TK17
1993 TK17 (asteroide 37628) é um asteroide da cintura principal. Possui uma excentricidade de 0.06541410 e uma inclinação de 22.29182º.
Este asteroide foi descoberto no dia 9 de outubro de 1993 por Eric Walter Elst em La Silla.